# (33097) 1997 YB7
1997 YB7 (asteroide 33097) é um asteroide da cintura principal. Possui uma excentricidade de 0.14534450 e uma inclinação de 9.93342º.
Este asteroide foi descoberto no dia 25 de dezembro de 1997 por NEAT em Haleakala.